# PSA World Tour 2005/06
Die PSA World Tour 2005/06 umfasst alle Squashturniere der Herren-Saison 2005/06 der PSA World Tour. Sie begann am 1. August 2005 und endete am 31. Juli 2006. Die nach dem Monat sortierte Übersicht zeigt den Ort des Turniers an, dessen Namen, das ausgeschüttete Gesamtpreisgeld, sowie den Sieger des Turniers. In der abschließenden Tabelle werden sämtliche Turniersieger nach der Menge ihrer Titel aufgelistet. Dabei ist es nicht relevant, welche Wertigkeit die vom Spieler gewonnenen Turniere besaßen, auch wenn eine entsprechende Erfassung erfolgt.
In der Saison 2005/06 fanden insgesamt 89 Turniere statt. Das Gesamtpreisgeld betrug 2.059.524 US-Dollar.

## Tourinformationen

### Anzahl nach Turnierserie
| Turnierserie | WM 1 | Super S. 2 | 5 Star | 4 Star | 3 Star | 2 Star | 1 Star | Satellite |
| ------------ | ---- | ---------- | ------ | ------ | ------ | ------ | ------ | --------- |
| Anzahl       | 1    | 7          | 6      | 3      | 5      | 7      | 29     | 31        |
| Gesamt       | 1    | 7          | 50     | 50     | 50     | 50     | 50     | 31        |

## Turnierplan

### August
| Datum         | Ort            | Turnier                                              | Preisgeld | Sieger              |
| ------------- | -------------- | ---------------------------------------------------- | --------- | ------------------- |
| 02.08.–07.08. | Bogotá         | VIII Abierto Colombiano de Squash Club El Nogal 2005 | $ 20.000  | Peter Barker        |
| 03.08.–06.08. | Salt Lake City | Squashworks Salt Lake City Open 2005                 | $ 10.000  | Stewart Boswell     |
| 04.08.–07.08. | Auckland       | Tradestaff Auckland Open 2005                        | $ 3.000   | Simon Carruthers    |
| 09.08.–14.08. | Brasília       | Brazil Open 2005                                     | $ 10.000  | Joey Barrington     |
| 11.08.–14.08. | Auckland       | Barfoot & Thompson Royal Oak Open 2005               | $ 3.000   | Simon Carruthers    |
| 11.08.–14.08. | Santa Barbara  | SAL Santa Barbara Open 2005                          | $ 10.999  | Shahier Razik       |
| 15.08.–21.08. | Sheffield      | Mamut English Open 2005                              | $ 45.000  | Peter Nicol         |
| 16.08.–21.08. | Port Moresby   | Steel Industries PNG International 2005              | $ 15.000  | Mohd Azlan Iskandar |
| 20.08.–25.08. | Islamabad      | CAS International 2005                               | $ 25.000  | Adrian Grant        |

### September
| Datum         | Ort          | Turnier                                            | Preisgeld | Sieger              |
| ------------- | ------------ | -------------------------------------------------- | --------- | ------------------- |
| 05.09.–12.09. | Kairo        | Heliopolis Rotary Open 2005                        | $ 40.000  | Amr Shabana         |
| 07.09.–10.09. | Kalkutta     | Kolkata International 2005                         | $ 20.000  | Mohd Azlan Iskandar |
| 07.09.–11.09. | Quito        | PSA Quito Open 2005                                | $ 6.175   | Eric Gálvez         |
| 13.09.–20.09. | St. Louis    | MPM St Louis Open 2005                             | $ 50.000  | Amr Shabana         |
| 20.09.–25.09. | Barcelona    | Trofeu Internacional Ciutat de Barcelona Open 2005 | $ 6.000   | Borja Golán         |
| 21.09.–26.09. | Williamstown | Berkshire Open 2005                                | $ 20.000  | Stewart Boswell     |
| 27.09.–02.10. | Budapest     | Hungarian Open 2005                                | $ 50.000  | Amr Shabana         |

### Oktober
| Datum         | Ort        | Turnier                                       | Preisgeld | Sieger             |
| ------------- | ---------- | --------------------------------------------- | --------- | ------------------ |
| 05.10.–09.10. | Baltimore  | Baltimore Cup 2005                            | $ 10.000  | Shahier Razik      |
| 09.10.–17.10. | Manchester | Dunlop British Open Squash Championships 2005 | $ 52.500  | Anthony Ricketts   |
| 18.10.–22.10. | Athen      | Cadillac Athens Open 2005                     | $ 10.500  | Hisham Mohd Ashour |
| 18.10.–23.10. | Ottawa     | Par-Fyum GoodLife Open 2005                   | $ 10.000  | Jonathan Kemp      |
| 25.10.–30.10. | Saskatoon  | Saskatoon Boast Open 2005                     | $ 10.000  | Borja Golán        |
| 25.10.–30.10. | Detroit    | Suburban Collection Motor City Open 2005      | $ 33.750  | Jonathon Power     |
| 27.10.–30.10. | Canberra   | ACT International 2005                        | $ 10.000  | Phillip Barker     |

### November
| Datum         | Ort           | Turnier                                | Preisgeld | Sieger                 |
| ------------- | ------------- | -------------------------------------- | --------- | ---------------------- |
| 01.11.–06.11. | Vancouver     | Coastal Contacts Jericho Open 2005     | $ 10.000  | Borja Golán            |
| 02.11.–08.11. | Boston        | US Open 2005                           | $ 50.000  | Lee Beachill           |
| 07.11.–12.11. | Baltimore     | Baltimore City Open 2005               | $ 10.000  | Gavin Jones            |
| 08.11.–13.11. | San Francisco | Tennyson West North American Open 2005 | $ 20.000  | Shahier Razik          |
| 10.11.–15.11. | Karatschi     | CNS International 2005                 | $ 25.000  | Jonathan Kemp          |
| 13.11.–19.11. | Nairobi       | Nairobi Open 2005                      | $ 8.000   | Gavin Jones            |
| 14.11.–19.11. | Kuala Lumpur  | CIMB Malaysian Open 2005               | $ 30.000  | Ong Beng Hee           |
| 15.11.–19.11. | Brescia       | Brixia Open 2005                       | $ 3.000   | Badr Abdel Aziz        |
| 20.11.–27.11. | Doha          | Qatar Classic 2005                     | $ 125.000 | James Willstrop        |
| 22.11.–27.11. | Buenos Aires  | Tortugas Open 2005                     | $ 12.000  | Miguel Ángel Rodríguez |
| 27.11.–04.12. | Hongkong      | Squash-Weltmeisterschaft 2005          | $ 170.000 | Amr Shabana            |

### Dezember
| Datum         | Ort       | Turnier                  | Preisgeld | Sieger         |
| ------------- | --------- | ------------------------ | --------- | -------------- |
| 16.12.–20.12. | al-Chubar | Saudi International 2005 | $ 127.500 | Jonathon Power |

### Januar
| Datum         | Ort             | Turnier                                                           | Preisgeld | Sieger                 |
| ------------- | --------------- | ----------------------------------------------------------------- | --------- | ---------------------- |
| 11.01.–14.01. | Toronto         | Canadian Classic 2006                                             | $ 50.000  | Amr Shabana            |
| 12.01.–15.01. | Oxfordshire     | Hithercroft Squash Open 2006                                      | $ 7.750   | Laurence Delasaux      |
| 12.01.–15.01. | North Vancouver | North Shore Credit Union Comfort Inn Open 2006                    | $ 15.000  | Renan Lavigne          |
| 13.01.–15.01. | Barcelona       | VIII Open Internacional D’Squash Esportiu Rocafort-St Antoni 2006 | $ 3.000   | Badr Abdel Aziz        |
| 19.01.–22.01. | Calgary         | Talisman Energy Bankers Hall Club Pro-Am 2006                     | $ 10.000  | Matthew Giuffre        |
| 19.01.–24.01. | Chicago         | SSA Global Windy City Open 2006                                   | $ 100.000 | David Palmer           |
| 26.01.–29.01. | Prag            | Hector Companion Czech Open 2006                                  | $ 3.000   | Jan Koukal             |
| 26.01.–29.01. | Dayton          | EBS Dayton Open 2006                                              | $ 40.000  | John White             |
| 27.01.–29.01. | Rochester       | Rochester Pro 2006                                                | $ 4.000   | Miguel Ángel Rodríguez |

### Februar
| Datum         | Ort           | Turnier                                   | Preisgeld | Sieger              |
| ------------- | ------------- | ----------------------------------------- | --------- | ------------------- |
| 01.02.–04.02. | Richmond      | Davenport Virginia Pro Championships 2006 | $ 30.000  | John White          |
| 02.02.–05.02. | Winnipeg      | ADL/Rodenstock Manitoba Open 2006         | $ 15.000  | Shahier Razik       |
| 02.02.–05.02. | Prag          | Petr’s Davies Prague Open 2006            | $ 3.000   | Jan Koukal          |
| 09.02.–12.02. | Hongkong      | Buler Challenge Cup 2006                  | $ 4.000   | Bilal Zaman         |
| 13.02.–17.02. | London        | ISS Canary Wharf Squash Classic 2006      | $ 50.000  | Thierry Lincou      |
| 15.02.–18.02. | Kuala Lumpur  | CIMB KL Open 2006                         | $ 30.000  | Mohd Azlan Iskandar |
| 15.02.–19.02. | Halifax       | Bluenose Squash Classic 2006              | $ 6.000   | Shawn Delierre      |
| 25.02.–03.03. | New York City | Bear Stearns Tournament of Champions 2006 | $ 75.000  | Amr Shabana         |

### März
| Datum         | Ort          | Turnier                                     | Preisgeld | Sieger                 |
| ------------- | ------------ | ------------------------------------------- | --------- | ---------------------- |
| 02.03.–05.03. | São Paulo    | Verão Open de Squash 2006                   | $ 10.000  | Rafael Alarçón         |
| 03.03.–05.03. | Genf         | Sigma 33rd Swiss Open 2006                  | $ 4.000   | Omar Abdel Aziz        |
| 07.03.–10.03. | Kisch        | International Fajr Championship 2006        | $ 6.000   | Omar Mosaad            |
| 08.03.–11.03. | Islamabad    | COAS International 2006                     | $ 25.000  | Mohammed Abbas         |
| 09.03.–12.03. | Kuwait       | 1st KNPC Champs 2006                        | $ 10.000  | Hisham Mohd Ashour     |
| 10.03.–12.03. | Salzburg     | Salzburg Open 2006                          | $ 3.000   | Omar Abdel Aziz        |
| 22.03.–25.03. | Montreal     | Club Atwater Squash Classic 2006            | $ 6.175   | Miguel Ángel Rodríguez |
| 23.03.–25.03. | Mailand      | Clod Squash Open 2006                       | $ 3.000   | Badr Abdel Aziz        |
| 24.03.–25.03. | Saskatchewan | Saskatchewan Open Squash Championships 2006 | $ 4.000   | Mike Corren            |
| 24.03.–26.03. | Thessaloniki | Hyatt Regency Thessaloniki Open 2006        | $ 11.500  | Borja Golán            |
| 29.03.–31.03. | Prag         | Hi-Tec & Dunlop Prague Squash Open 2006     | $ 3.000   | Jan Koukal             |
| 30.03.–02.04. | Dublin       | Cannon Kirk Homes Irish Open 2006           | $ 15.000  | Borja Golán            |

### April
| Datum         | Ort       | Turnier                                                  | Preisgeld | Sieger            |
| ------------- | --------- | -------------------------------------------------------- | --------- | ----------------- |
| 02.04.–08.04. | Bermuda   | Virtual Spectator Bermuda Masters 2006                   | $ 120.000 | Amr Shabana       |
| 07.04.–09.04. | Québec    | National Bank of Canada Pro-Am Squash Championships 2006 | $ 4.500   | Jorge Baltazar    |
| 19.04.–22.04. | Zagreb    | Croatian Squash Open 2006                                | $ 6.250   | Simon Parke       |
| 23.04.–26.04. | São Paulo | Companion Challenge Cup 2006                             | $ 10.000  | Rafael Alarçón    |
| 27.04.–29.04. | Brescia   | 10th Mega Italia Open 2006                               | $ 6.000   | Davide Bianchetti |

### Mai
| Datum         | Ort       | Turnier                            | Preisgeld | Sieger            |
| ------------- | --------- | ---------------------------------- | --------- | ----------------- |
| 03.05.–06.05. | Lausanne  | Lausanne Swiss Squash Classic 2006 | $ 10.750  | Rafael Alarçón    |
| 03.05.–07.05. | Liverpool | Liverpool 08 Open 2006             | $ 77.500  | Thierry Lincou    |
| 08.05.–12.05. | London    | PSA Super Series Finals 2005/06    | $ 70.000  | Anthony Ricketts  |
| 09.05.–14.05. | Atlanta   | Atlanta Open 2006                  | $ 10.000  | Shawn Delierre    |
| 12.05.–14.05. | Hilton    | Hilton PSA Open 2006               | $ 3.500   | Scott Arnold      |
| 20.05.–21.05. | Perth     | Western Australia Open 2006        | $ 3.500   | Mike Corren       |
| 24.05.–27.05. | Genua     | Liguria Squash Open 2006           | $ 10.000  | Davide Bianchetti |
| 27.05.–28.05. | Merredin  | Merredin International 2006        | $ 3.500   | Mike Corren       |

### Juni
| Datum         | Ort        | Turnier                                    | Preisgeld | Sieger              |
| ------------- | ---------- | ------------------------------------------ | --------- | ------------------- |
| 09.06.–11.06. | Naracoorte | Naracoorte Open 2006                       | $ 3.000   | Dan Jenson          |
| 10.06.–11.06. | Almere     | Tarnzparanz Open 2006                      | $ 6.000   | Tommy Berden        |
| 14.06.–17.06. | Goiânia    | Ornitargin Squash Tour 2006                | $ 6.000   | Rafael Alarçón      |
| 15.06.–18.06. | Chennai    | Chennai Open 2006                          | $ 10.000  | Ritwik Bhattacharya |
| 20.06.–25.06. | Brasília   | MDO Squash Open 2006                       | $ 6.000   | Rafael Alarçón      |
| 21.06.–24.06. | Adelaide   | Mortgage Choice South Australian Open 2006 | $ 10.000  | Dan Jenson          |
| 22.06.–25.06. | Athen      | Greek Open 2006                            | $ 10.000  | Jonathan Kemp       |

### Juli
| Datum         | Ort          | Turnier                                         | Preisgeld | Sieger             |
| ------------- | ------------ | ----------------------------------------------- | --------- | ------------------ |
| 18.07.–23.07. | Houston      | Sanders Morris Harris Squash Championships 2006 | $ 10.000  | Shahier Razik      |
| 20.07.–23.07. | Alexandria   | Alexandria Sporting Club Open 2006              | $ 10.000  | Amr Mansi          |
| 20.07.–23.07. | Hongkong     | Crocodile Squash Challenge Cup 2006             | $ 4.000   | Shamsul Islam Khan |
| 27.07.–30.07. | Oklahoma     | Osso / Bone & Joint Open 2006                   | $ 11.175  | Joey Barrington    |
| 27.07.–30.07. | Kuala Lumpur | CIMB Malaysian Open 2006                        | $ 30.000  | Adrian Grant       |